# 3941 Haydn
3941 Haydn è un asteroide della fascia principale. Scoperto nel 1973, presenta un'orbita caratterizzata da un semiasse maggiore pari a 2,9292237 UA e da un'eccentricità di 0,0192465, inclinata di 1,66390° rispetto all'eclittica.